# Ribose-5-phosphate isomérase
La ribose-5-phosphate isomérase ou la ribulose-5-phosphate isomérase est une enzyme qui catalyse l'isomérisation réversible du ribose-5-phosphate (R5P) en ribulose-5-phosphate (Ru5P) :
|                    | {\displaystyle \rightleftharpoons } |                      |
| Ribose-5-phosphate |                                     | Ribulose-5-phosphate |

Le mécanisme réactionnel de cette isomérisation peut être schématisé comme suit :

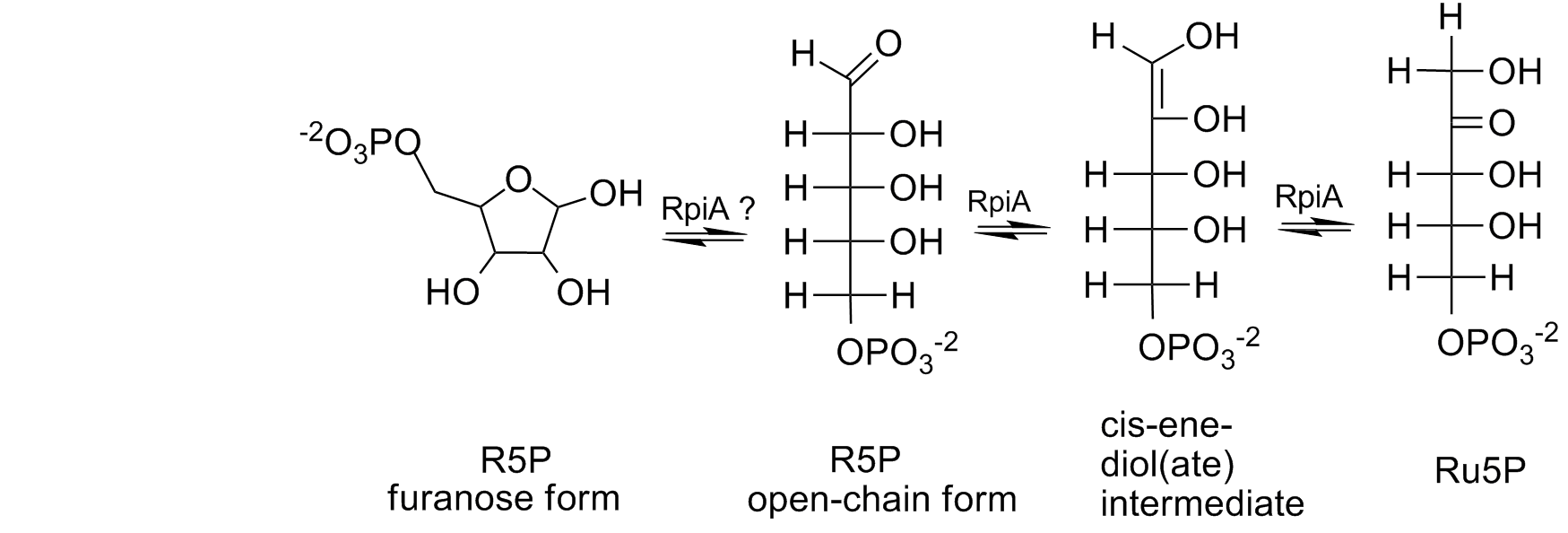
Principe du mécanisme réactionnel de la ribose-5-phosphate isomérase.